# Флоріан Альберт
Флоріа́н Альберт (угор. Albert Flórián; 15 вересня 1941, Ґерцеґшанто — 31 жовтня 2011, Будапешт) — угорський футболіст, нападник на прізвисько «Імператор». Найкращий гравець Європи 1967 року.

## Дитинство і юність
Народився майбутній футболіст в селі поблизу кордону з тодішньою Югославією в сім'ї коваля. Там він навчився азів гри у футбол від двох своїх братів. Мати Флоріана належала до шокців — групи хорватів, які проживали на території Угорщини. Вона померла, коли Флоріану було всього два роки. Через вісім років сім'я перебралася до Будапешту.
Одинадцятирічним хлопчиною Флоріан записався до футбольної школи «Ференцварош». У ній він провів усю свою професійну кар'єру гравця, а згодом і тренера. Адже саме практика одного клубу була поширеною у тодішніх комуністичних східноєвропейських країнах.
У дитинстві Адьберт рівнявся на зірок з когорти «великих мадярів»: Кочиша, Пушкаша, Божика й Хідегкуті. Флоріан не приховував, що брав приклад саме з останнього півзахисника. Та тренери не звертали на це уваги, довіряли Альберту позицію в обороні й пророкували йому кар'єру захисника. Лиш за кілька років юнака перевели до півзахисту, а по тому й у напад. Біля воріт суперника Флоріан Альберт і здобув свою славу.

## Злет і чилійський чемпіонат світу
У 1958-у році після невдалої угорської революції більшість «великих мадярів» втекли за кордон. А у тренерів провідних команд країни та збірної Угорщини з'явилися проблеми зі складом. Так 16-річний Флоріан втрапив до основи «Ференцвароша». Після двох відіграних матчів футболіст дістав запрошення зі збірної. 28 червня 1959 року він дебютував за головну команду у переможній грі зі шведами. Разом з Альбертом Угорщина обіграла скандинавів 3:2.
Того ж щасливого для Флоріана року він став найкращим нападником юнацького чемпіонату, а 1960-го приїхав до Угорщини з бронзовою нагородою із Олімпіади. У наступному матчі за головну збірну Альберт забив тричі у ворота Югославії й взяв участь у перемозі Угорщини над ФРН, щоправда тільки в товариській грі.
Та вже на чемпіонаті світу в Чилі в матчі з Англією гравець продемонстрував своє гольове вміння. За рахунку 1:1 Флоріан, завдяки індивідуальній майстерності, пройшов кількох оборонців суперника й забив переможний для угорців гол. Наступна гра з Болгарією стала справжнім бенефісом футбольної творчості Флоріана Альберта. На 50 секунді гри він забив перший м'яч, тоді на шостій хвилині — другий, а в другій половині гри спромігся і на третій гол. Фінальний свисток судді зафіксував остаточний рахунок матчу 6:1 на користь угорців. У чвертьфінальній грі з Чехословаччиною герой попереднього матчу забив ще один гол, але його не зарахували через положення поза грою. Натомість суперникам вистачило одного гола, аби вибити мадярів з боротьби за чемпіонство. Попри те, саме на цьому чемпіонаті світу Флоріан Альберт здобув найбільшу славу, адже став одним з шести гравців — найкращих бомбардирів турніру.

## Єврокубки та мундіаль в Англії
Популярність у клубних змаганнях Альберт здобув після висупів на Кубках ярмарків. У розіграші 1962/1963 років «Ференцварош» дійшов до півфіналу й лише на цій стадії угорців спинило «Динамо» з Загреба.
Але вже у розіграші 1964/1965 років «Ференцварош» разом зі своїм швидким нападником Флоріаном Альбертом пробився до півфіналу змагань. На цій стадії команда обіграла «Манчестер Юнайтед» 2:1. А у головній грі Альберт з «Ференцварошом» здобув вольову перемогу у Турині над «Ювентусом» — 1:0. Таким чином угорська команда стала першою серед тодішніх держав Варшавського договору, якій вдалось завоювати цей кубок. У тому розіграші Флоріан забив 6 голів і став третім голеадором в перегонах бомбардирів. Перші дві позиції поділили англієць Боббі Чарлтон і шотландець Деніс Ло.
У 1966 році «Ференцварош» виступав у Кубку чемпіонів й дійшов аж до чвертьфіналу. Звідти його вибив із розіграшу італійський «Інтер». Однак Флоріан Альберт з сімома голами цього разу поділив місце найкращого бомбардира змагань з Еусебіу, який виступав за португальську «Бенфіку». П'ять зі своїх голів Флоріан забив у ворота ісландського клубу «Кефлавік».
Влітку того року на Флоріана Альберта чекало більше за єврокубки випробування — другий в його кар'єрі чемпіонат світу, цього разу в Англії. У першій грі угорці програли Португалії 1:3.
У другому, який був визначальним на груповому етапі, команда Флоріана здолала Бразилію з таким же рахунком 3:1. І хоча Альберт жодного голу не забив, та усі паси, що завершувались забитими м'ячами, віддавав саме він. Через те саме цю гру вважають найкращою у кар'єрі цього футболіста. Матч проходив у місті Ліверпуль, а його мешканцям так сподобався угорський нападник, що після завершення матчу вони ще декілька хвилин вигукували: «Альберт, Альберт!». Сам Флоріан Альберт у 2001 році згадував: «Я пам'ятаю події того матчу до сьогодні дуже виразно. І можу відтворити гру в своїй голові, навіть сьогодні!».
Однак, попри чудову гру, перебування на турнірі для угорців тоді не затяглося. У третій грі вони здолали Болгарію з тим же рахунком, що й бразильців — 3:1, а у чвертьфіналі програли в СРСР — 1:2.
Наступного 1967 року вже у складі «Ференцвароша» Флоріан Альберт знову дійшов до фіналу Кубка ярмарків. Там його команда зустрілася з англійським «Лідсом». У першій грі острів'яни на своєму полі перемогли з мінімальним рахунком. А у матчі-відповіді угорці так і не змогли дотиснути суперника. Тому стали тільки віце-чемпіонами. А Флоріан Альберт у їхньому складі став найкращим бомбардиром розіграшу з вісьмома голами на своєму рахунку. За прекрасну тогорічну гру «Імператор» отримав «Золотого м'яча».

## Травматичне завершення кар'єри
У 1967 році Флоріан вже був одружений з відомою в Угорщині акторкою Євою Балін. У подружжя народилося двоє дітей, а того року з'явилося на світ і третє немовля — син Флоріан-молодший. Згодом він також став відомим футболістом. Наступного 1968 року на хвилі популярності Альберт-старший дістав запрошення зіграти декілька товариських матчів за бразильську команду «Фламенго». Але угорець відмовився через «соціалістичну спортивну мораль».
Вочевидь, Флоріан готувався до наступного чемпіонату Європи й брав участь у відбіркових іграх на ці змагання. 15 червня 1969 року у грі з Данією Альберт зіткнувся з воротарем суперника Кнутом Енґедалем й зламав ногу. Більше року Флоріан не виходив на поле, а коли врешті відновився, більше не демонстрував тієї видовищної гри, до якої звикли футбольні вболівальники. Втім у 1972 році Флоріан Альберт поїхав на Чемпіонат Європи й зіграв у півфіналі з СРСР. «Імператор» у тому матчі заробив навіть пенальті, але його не реалізував колега Шандор Замбо. Після завершення турніру ще два роки Флоріан Альберт виступав за «Ференцварош», а тоді оголосив про завершення кар'єри гравця.

## Досягнення
Командні
- Бронзовий олімпійський призер: 1960
- Бронзовий призер чемпіонату Європи: 1964.
- Володар Кубка ярмарків: 1965.
- Чемпіон Угорщини: 1963, 1964, 1967, 1968
- Володар Кубка Угорщини: 1972

Особисті
- Найкращий футболіст Європи: 1967
- Найкращий футболіст Угорщини: 1966, 1967
- Найкращий бомбардир чемпіонату світу 1962
- Найкращий бомбардир чемпіонату Угорщини: 1960, 1961, 1965
- Найкращий бомбардир Кубка ярмарків: 1967